# Scaphyglottis arctata
Scaphyglottis arctata é uma espécie de orquídea epífita, família Orchidaceae, que habita a Costa Rica e o Panamá.